# YIFY
YIFY Torrents або YTS — піратська організація, відома розповсюдженням великої кількості фільмів безкоштовно через BitTorrent методом peer-to-peer. Релізи фільмів YIFY відрізнялися стабільною HD якістю  з невеликим розміром файлу, що приваблювало багатьох користувачів.
Оригінальний вебсайт YIFY/YTS був закритий Американською асоціацією кіно (MPAA) у 2015 році; однак численні вебсайти, що імітують бренд YIFY/YTS, все ще отримують значну кількість трафіку. Назва «YIFY» походить від івритського імені засновника з Нової Зеландії Їфтаха Свері (англ. Yiftach Swery).

## Історія
Сайт YIFY Torrents був заснований Іфтахом Свері в 2010 році, коли він вивчав інформатику в Університеті Вайкато. Їфтах — розробник додатків, веброзробник і чемпіон зі стрільби з лука з Окленда, Нова Зеландія.  У серпні 2011 року бренд YIFY набирав достатньо трафіку, щоб гарантувати запуск офіційного вебсайту YIFY Torrents, хоча зрештою він був заблокований владою Британії. Натомість,було запущено резервний вебсайт yify-torrents.im, щоб користувачі могли обійти цю заборону.
Бренд YIFY продовжував набирати популярність до того моменту, допоки у 2013 році «YIFY» не став найпопулярнішим запитом для пошуку на Kickass Torrents разом з іншими схожими запитами, такими як «yify 720p», «yify 2013» та «yify 1080p». Ця популярність зберігалася до 2015 року, коли він все ще був найпопулярнішим запитом на вебсайтах BitTorrent.
У січні 2014 року Їфтах оголосив, що відмовляється від кодування та завантаження фільмів, зазначивши, що настав «час для змін» у його житті. Вебсайт змінив бренд на YTS і перейшов на нове доменне ім’я на yts.re. Менеджмент було передано існуючій команді співробітників, а кодування було делеговано новій автоматизованій системі під назвою «OTTO», яка оброблятиме майбутні кодування та завантаження. Сайт Yts.re володів компанією, що базується у Великій Британії, офіційно зареєстрованою 5 лютого 2015 року, а Ївтах обійняв посаду «програміста» компанії. Компанія була офіційно розпущена в лютому 2016 року. У лютому 2015 року вебсайт було перепрограмовано як у фронт та бекенді, як частина капітального ремонту сайту, оскільки він не міг справлятися зі збільшенням трафіку. Доменне ім’я було призупинено реєстром FRNIC у березні 2015 року внаслідок юридичного тиску, і в результаті до 20 березня 2015 року вебсайт перейшов на новий домен yts.to.
У жовтні 2015 року вебсайт YIFY припинив роботу без жодних повідомлень від співробітників або пов’язаних із сайтом осіб. 30 жовтня 2015 року було підтверджено, що YIFY/YTS було закрито назавжди.  Сайт був закритий через позов від Американської асоціації кіно (MPAA).  Вона подала позов на декілька мільйонів доларів проти оператора вебсайту, звинувативши його в «сприянні та заохоченні масового порушення авторських прав». Ця новина стала несподіванкою для деяких, наприклад для речника Асоціації кіно Нової Зеландії, який думав, що сайт працював зі Східної Європи, як у випадку з деякими іншими вебсайтами минулого. Через місяць Свері зміг домовитися у позасудовому порядку, підписавши угоду про нерозголошення. Їфтах жодним чином не чинив опір судовим позовам, а за потреби співпрацював із владою. У 2016 році на Reddit AMA Їфтах виправдовував це тим, що він ніколи не мав наміру «сваритися» і часто казав собі: «Коли хтось просить вас зупинитися належним чином, вам слід це зробити».

## Подальша історія

### Неофіційні клони
Після закриття офіційного YIFY у 2015 році багато вебсайтів почали використовувати назву YIFY неофіційно. Деякі вебсайти стверджували, що є «новими» YIFY, тоді як інші просто використовували це ім'я для непов'язаних цілей, таких як стримінгові сайти та репозитарії субтитрів, наприклад, «YIFY Subtitles».
Один особливий послідовник, YTS. AG, з'явився дуже швидко після закриття справжнього YIFY. Вебсайт-клон був створений тією ж групою, яка створила підроблений вебсайт EZTV. YTS. AG проіндексувала всі старі завантаження YIFY, водночас додавши власні завантаження під власним брендом. На вебсайти-імітатори відразу ж відреагували численні торрент-трекери; RARBG і ExtraTorrent заборонили всіх самозванців YIFY/YTS, а Kickass Torrents дозволили їх за умови, що вони будуть завантажувати контент під іншим іменем. Вони змінювали доменні імена кілька разів протягом свого існування. 
У травні 2020 року адвокат по боротьбі з піратством Керрі Калпеппер подав до суду на кілька клонів YIFY/YTS за порушення прав торговельної марки. Компанія «42 Ventures LLC» з Гаваїв зареєструвала декілька торгових марок, пов’язаних із піратством фільмів та торрентуванням (включно з YTS), і подавала позови до суду на операторів yts.ws, yts.ms, yst.lt, yts.tl, ytsag.me, yts .ae, ytsmovies.cc та yts-ag.com за використання щойно зареєстрованої торгової марки без дозволу «42 Ventures LLC». Пізніше, у червні, оператор YTS.WS (Росія) погодився виплатити 200 000 доларів США відшкодування збитків у зв'язку з позовом щодо торговельної марки.

### У масовій культурі
У липні 2016 року ім'я YIFY стало камео в епізоді другого сезону телесеріалу Пан Робот, де головний герой Елліот використовує клієнт uTorrent та його папку Plex, заповнену фільмами з груп випуску, таких як RARBG і YIFY.

## Дивіться також
- Порушення авторського права
- Піратська затока
- Варез (програмне забезпечення)
- Ex.ua